# وارمینستر هایتس (پنسیلوانیا)
وارمینستر هایتس (به انگلیسی: Warminster Heights) یک منطقهٔ مسکونی در ایالات متحده آمریکا است که در پنسیلوانیا واقع شده‌است. وارمینستر هایتس ۴٬۱۲۴ نفر جمعیت دارد و ۹۶٫۰۱ متر بالاتر از سطح دریا واقع شده‌است.